# Chapelle Notre-Dame de Lourdes de Ligney
Pour les articles homonymes, voir Chapelle Notre-Dame-de-Lourdes.
La chapelle Notre-Dame de Lourdes est un édifice religieux catholique situé dans la section de Ligney faisant partie de la commune de Geer en province de Liège (Belgique). Cette chapelle et ses quatre tilleuls sont les éléments principaux du lieu-dit classé Entre les Tiges. 

## Situation
La chapelle se situe au sud-ouest du village hesbignon de Ligney, au carrefour de la rue de Ligney et de la rue de la Chapelle. Quatre tilleuls séculaires se dressent devant l'édifice (au sud). L'altitude est de 130 m. 

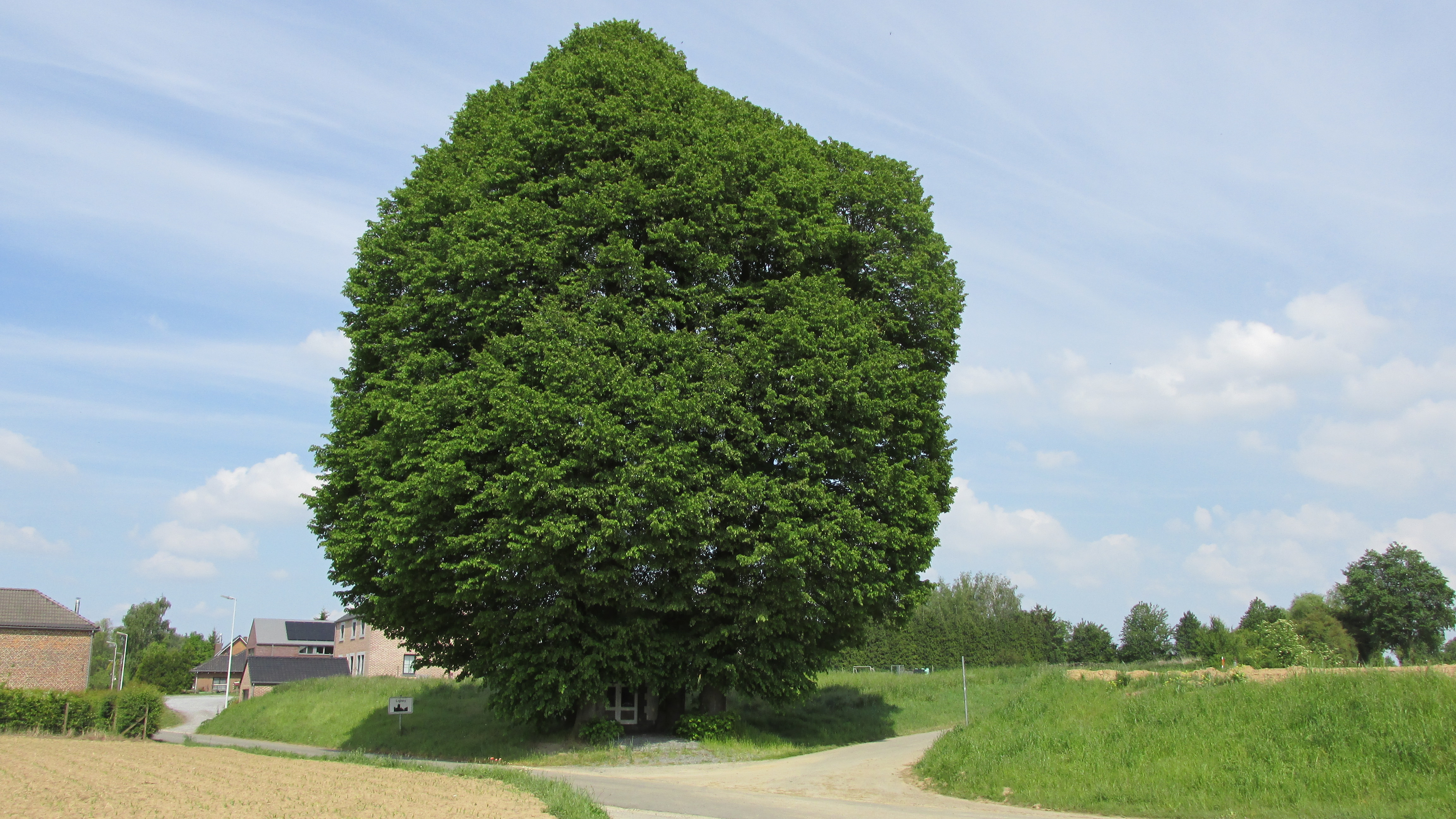
Le site d'Entre les Tiges (tilleuls et chapelle Notre-Dame de Lourdes)

## Historique
Cette chapelle est érigée en 1898. Toutefois, une potale intégrée au chevet du bâtiment est datée de 1834.

## Architecture
Érigée sur une base rectangulaire d'environ 2,5 mètres sur 3,5 mètres, la chapelle de style néo-gothique est bâtie en briques blanchies. Les encadrements des baies sont réalisés en pierre calcaire. La large porte d'entrée vitrée possède des montants harpés et une grande imposte en arc brisé surmontée par un oculus trilobé. Chaque côté est percé d'une baie aux montants également harpés et en arc brisé et ornée de vitraux. Le chevet du bâtiment intègre une potale monolithe en pierre calcaire portant l'inscription : AVE MARIA 1834. Cette potale est surmontée par un oculus trilobé similaire à celui du pignon opposé. La toiture à deux pans est surmontée d'une croix en fer forgé dressée au sommet du pignon avant.

## Classement
Le lieu-dit "Entre les Tiges" avec sa chapelle, à Geer est classé depuis le 7 novembre 1978 et repris sur la liste du patrimoine immobilier classé de Geer. 